# Nilea breviunguis
Nilea breviunguis är en tvåvingeart som beskrevs av Liu, Chao och Li 1999. Nilea breviunguis ingår i släktet Nilea och familjen parasitflugor.
Artens utbredningsområde är Shanxi (Kina). Inga underarter finns listade i Catalogue of Life.